# Hatchawa Patera
L'Hatchawa Patera è una struttura geologica della superficie di Io.